# 华东行政委员会
华东行政委员会是1953年至1954年间中华人民共和国中央人民政府在华东地区的代表机关。

## 历史
1953年1月1日，根据中央人民政府《改变大行政区人民政府（军政委员会）机构与任务的决定》，华东行政委员会成立，由原华东军政委员会改建而成，作为代表中央人民政府在华东地区领导和监督地方人民政府工作的派出机关。驻地仍在上海市，辖区包括上海市、江苏省、浙江省、安徽省、山东省、福建省、台湾省（未实际统治）。
1954年8月29日，根据中央人民政府《关于撤销大区一级机构和合并若干省市建制的决定》，华东行政委员会随即撤销，各省、直辖市均改为中央政府直辖。

## 领导机构
- 主席：饶漱石（1953年1月－4月）
- 副主席：曾山、粟裕、马寅初、谭震林、张鼎丞、柳亚子、陈嘉庚、盛丕华
- 委员：丁超五、方毅、包达三、向明、朱子帆、朱俊欣、何遂、何燮侯、余亚农、冷遹、吴克坚、吴耀宗、李士英、李明扬、沈子修、沈志远、孟宪承、金仲华、柯庆施、胡厥文、苗海南、唐亮、夏衍、晁哲甫、康生、张元济、张克侠、张祺、张爱萍、许世友、郭化若、陈丕显、陈望道、陈绍宽、陈毅、曾希圣、舒同、叶飞、管文蔚、刘民生、刘长胜、刘晓、刘导生、刘鸿生、潘汉年、邓裕志、肖望东、蒉延芳、龙跃、简玉阶、谢雪红、戴戟、罗家衡、吴蕴初（1953年1月－10月）、陈巳生（1953年1月－10月）

## 工作机构
秘书长
- 吴克坚

副秘书长
- 宋日昌、朱讯（1954年2月－8月）、金学成

办公厅
- 主任：王黎夫
- 副主任：郝一军（1953年8月－1954年8月）

政治法律委员会
- 主任：张鼎丞
- 副主任：何遂、梁国斌

财政经济委员会
- 主任：曾山（1953年1月－8月）、谭震林（1953年8月－1954年8月）
- 副主任：方毅（1953年1月－9月）、张劲夫、马天水（1954年2月－8月）

文化教育委员会
- 主任：舒同
- 副主任：夏衍、陈望道、孟宪承、沈志远、崔义田（1953年2月－1954年8月）

人民监察委员会
- 主任：刘晓
- 副主任：陈巳生（1953年1月－8月）、李步新（1953年11月－1954年8月）

民族事务委员会
- 主任：宋日昌（1953年11月－1954年8月）
- 副主任：李敬渔（1954年1月－8月）、郭子化（1954年1月－8月）

体育运动委员会
- 主任：吴克坚
- 副主任：沈休兰、戴白韬（1953年1月－1954年3月）、鲁光

土地改革委员会
- 主任：谭震林（1953年1月－1954年1月）
- 副主任：刘瑞龙（1953年1月－1954年1月）、牛树才（1953年1月－1954年1月）

民政局
- 局长：邢子陶
- 副局长：田祥亭

公安局
- 局长：梁国斌
- 副局长：王范、李继成（1953年6月－1954年5月）、庐伯明（1953年6月－1954年8月）、屈成仁（1953年6月－1954年8月）

人事局
- 局长：冷楚（1954年3月－8月）
- 副局长：李希之（1953年8月－1954年8月）

机关事务管理局
- 局长：宋日昌
- 副局长：朱道南

财政局
- 局长：周光春
- 副局长：忻元锡、张蓬

商业局
- 局长：陆慕云（1954年2月－8月）
- 副局长：艾中全（1954年2月－8月）、周今生（1954年2月－8月）

对外贸易局
- 局长：杨浩庐（1954年1月－8月）
- 副局长：齐维礼（1954年1月－8月）、程恩树（1954年1月－8月）

粮食局
- 局长：（空缺）
- 副局长：王仁斋（1954年1月－8月）

交通局
- 局长：李乐平（1954年1月－8月）
- 副局长：王季芬（1954年1月－8月）、程飞白（1954年1月－8月）、孙舒平（1954年1月－8月）

地方工业局
- 局长：李人凤（1953年8月－1954年8月）
- 副局长：顾训方（1953年8月－1954年8月）、周嘉琳（1953年8月－1954年8月）

建筑工程局
- 局长：贺敏学（1953年3月－1954年8月）
- 副局长：张文韬（1953年3月－1954年8月）、汪胜文（1953年3月－1954年8月）

农林水利局
- 局长：程照轩
- 副局长：宋彦人、陆平东

林业局
- 局长：张克侠（1954年3月－8月）

劳动局
- 局长：张明
- 副局长：张震球、王钧、于永实

统计局
- 局长：（空缺）
- 副局长：艾天白

文化局
- 局长：夏衍
- 副局长：刘雪苇

教育局
- 局长：孟宪承
- 副局长：李志民

高等教育局
- 局长：陈望道（1953年12月－1954年8月）
- 副局长：王亦山（1953年12月－1954年8月）

卫生局
- 局长：崔义田
- 副局长：阎毅、宫乃泉

新闻出版局
- 局长：周新武（1953年12月－1954年8月）
- 副局长：汤季宏（1953年12月－1954年8月）、万启盈（1953年12月－1954年8月）

最高人民法院华东分院
- 院长：魏明
- 副院长：张鸿鼎、张定夫、李继成（1954年4月－8月）

最高人民检察署华东分署
- 检察长：梁国斌（1953年8月－1954年8月）
- 副检察长：朱辉、周碧泉